# Белокаменное (село)
Белока́менное (до 1945 года Сюю́рташ; укр. Білокам´яне, крымскотат.  Süyür Taş, Сююр Таш) — село в Бахчисарайском районе Республики Крым, в составе Железнодорожненского сельского поселения (согласно административно-территориальному делению Украины — Железнодорожненского сельского совета Бахчисарайского района Автономной Республики Крым).

## Население
| 2001 | 2014 |
| ---- | ---- |
| 400  | ↗416 |

Всеукраинская перепись 2001 года показала следующее распределение по носителям языка
| Язык             | Процент |
| ---------------- | ------- |
| крымскотатарский | 63      |
| русский          | 32,25   |
| украинский       | 2,5     |
| другие           | 1       |

### Динамика численности
| - 1805 год — 365 чел. - 1864 год — 461 чел. - 1886 год — 523 чел. - 1889 год — 723 чел. - 1892 год — 669 чел. - 1897 год — 821 чел. - 1902 год — 669 чел. | - 1915 год — 853/116 чел. - 1926 год — 780 чел. - 1939 год — 655 чел. - 1989 год — 260 чел. - 2001 год — 400 чел. - 2009 год — 379 чел. - 2014 год — 416 чел. |

## География
Село расположено в центральной части района, в начале северо-западных склонов Второй Гряды Крымских гор, в ущелье, окружённом живописными известняковыми скалами, что и определило происхождение как современного, так и старого названий (Сююр-Таш, переводится с крымскотатарского как «острый камень»), высота центра села над уровнем моря — 233 м. Транспортное сообщение осуществляется по региональной автодороге 35Н-073 Белокаменное — шоссе 35Р-001 (Симферополь — Севастополь) (по украинской классификации — С-0-10235), расстояние до райцентра около 11 километров, ближайшая железнодорожная станция Сирень и платформа 1501 км, до обеих около 5 километров. Село практически срослось с соседней Тургеневкой.

## Название
Историческое название села Сююрташ. Сююр (крымскотат. süyrü, в диалектах süyür) в переводе с крымскотатарского означает «острый», таш (крымскотат. taş) — «камень». Встречающийся в некоторых исторических документах вариант названия Сиври-Таш отражает турецкий (тур. sivri) и южнобережный диалектный вариант слова «острый»; встречаются также написания Сююрташ, Сюйрюташ, Сивриташ. Во многих документах местных органов власти, автобусных расписаниях, а также самими жителями села используется вариант названия Белокаменка.

## История
По свидетельствам европейских послов и миссионеров (Мартин Броневский, 1578 года и Эмиддио Дортелли д’Асколи, 1634 года), в Сююр-Таше до 1604 года существовала община потомков генуэзцев, бежавших из Каффы в 1475 году, после османского завоевания города во владения крымских ханов и принятых на ханскую дипломатическую службу. Здесь же в XVI веке проживали иностранные послы. Община имела в селе римско-католический храм во имя Св. Иоанна, а глава общины носил титул «сююрташ-бей». В начале XVII века потомки генуэзцев были переселены в селение Фоти-Сала). Ещё в начале XX века жители Сююр-Таша показывали в селе колодец, по преданию, выстроенный здешними генуэзцами.
В Камеральном Описании Крыма 1784 года упоминаются три деревни бакче-сарайскаго кадылыка бакчи-сарайскаго каймаканства — Севирташ , другой Севриташ и третий Севриташ — видимо, приходы-маале большой деревни. После присоединения Крыма к России (8) 19 апреля 1783 года, (8) 19 февраля 1784 года, именным указом Екатерины II сенату, на территории бывшего Крымского Ханства была образована Таврическая область и деревня была приписана к Симферопольскому уезду. После Павловских реформ, с 1796 по 1802 год, входила в Акмечетский уезд Новороссийской губернии. По новому административному делению, после создания 8 (20) октября 1802 года Таврической губернии, в Чоргунскую волость Симферопольского уезда.
По Ведомости о всех селениях в Симферопольском уезде состоящих с показанием в которой волости сколько числом дворов и душ… от 9 октября 1805 года, в Сююрташе, в 46 дворах проживало 365 человек крымских татар. На военно-топографической карте генерал-майора Мухина 1817 года дворов в деревне обозначено 60. В результате реформы 1829 года, согласно Ведомости о казённых волостях Таврической губернии 1829 года, Сююрташ приписали в Дуванкойскую волость. На карте 1836 года в деревне 69 дворов, как и на карте 1842 года.
В 1860-х годах, после земской реформы Александра II, деревню отнесли к Каралезской волости. В «Списке населённых мест Таврической губернии» 1864 года Суюрташ — общинная татарская деревня (и владельческие дачи), с 431 жителем, 87 дворами и 2 мечетями при источнике безъименном. По обследованиям профессора А. Н. Козловского начала 1860-х годов, селение обеспечивалось водой из многочисленных родников. На трёхверстовой карте 1865—1876 года в селении обозначено 75 дворов. На 1886 год в деревне Сурташ, согласно справочнику «Волости и важнѣйшія селенія Европейской Россіи», проживало 523 человека в 112 домохозяйствах, действовали 3 мечети и 2 лавки. Согласно «Памятной книге Таврической губернии» 1889 года, в деревне, в 140 дворах, проживало 723 человека, на верстовой карте 1890 года — 152 двора, населённые крымскими татарами.
После земской реформы 1890-х годов деревня осталась в составе преобразованной Каралезской волости. Согласно «…Памятной книжке Таврической губернии на 1892 год», в деревне Сююрташ, входившей в Тебертинское сельское общество, числилось 669 жителей в 116 домохозяйствах. 1427,5 десятин земли были в общей собственности. Население росло и к Всероссийской переписи 1897 года в деревне числился 821 житель, из них крымских татар — 815. По «…Памятной книжке Таврической губернии на 1902 год» в деревне Сююрташ, входившей в Тебертинское сельское общество, числилось, почему-то, 669 жителей в 107 домохозяйствах. В начале XX века в деревне существовало, как минимум, 2 маале — Юхары и Ашагы-Маале; в 1912 году, в приходе Юхары-Маале, а в 1913 году — в Ашаги-Маале, велось строительство новых зданий мектебов. По Статистическому справочнику Таврической губернии. Ч.II-я. Статистический очерк, выпуск шестой Симферопольский уезд, 1915 год, в деревне Сююрташ Каралезской волости Симферопольского уезда числилось 150 дворов с татарским населением в количестве 853 человек приписных жителей и 116 — «посторонних». В общем владении было 921 десятина удобной земли и 44 десятины неудобий, все дворы с землёй. В хозяйствах имелось 215 лошадей, 14 волов, 80 коров, 92 телёнка и жеребёнка и 1370 голов мелкого скота.
После установления в Крыму Советской власти, по постановлению Крымревкома от 8 января 1921 года была упразднена волостная система и село вошло в состав Бахчисарайского района Симферопольского уезда, а в 1922 году уезды получили название округов. 11 октября 1923 года, согласно постановлению ВЦИК, в административное деление Крымской АССР были внесены изменения, в результате которых округа были отменены и основной административной единицей стал Бахчисарайский район и село включили в его состав. Согласно Списку населённых пунктов Крымской АССР по Всесоюзной переписи 17 декабря 1926 года, в селе Сююрташ, центре Сююрташского сельсовета Бахчисарайского района, числилось 193 двора, из них 184 крестьянских, население составляло 780 человек (393 мужчины и 387 женщин). В национальном отношении учтено 763 татарина и 17 русских, действовала татарская школа. По данным всесоюзная перепись населения 1939 года в селе проживало 655 человек.
18 мая 1944 года, согласно Постановлению ГКО № 5859 от 11 мая 1944 года, все крымские татары были депортированы в Среднюю Азию. 12 августа 1944 года было принято постановление № ГОКО-6372с «О переселении колхозников в районы Крыма» по которому в район планировалось переселить 6000 колхозников и в сентябре 1944 года в район приехали первые новосёлы (2146 семей) из Орловской и Брянской областей РСФСР, а в начале 1950-х годов последовала вторая волна переселенцев из различных областей Украины. 21 августа 1945 года Сююрташ переименован в Белокаменное, а Сююрташский сельсовет — в Белокаменский. С 25 июня 1946 года Белокаменное в составе Крымской области РСФСР, а 26 апреля 1954 года Крымская область была передана из состава РСФСР в состав УССР.
Время упразднения сельсовета пока не установлено: на 15 июня 1960 года село в составе Предущельненского сельсовета, на 1968 год — в составе упразднённого впоследствии Подгородненского, с 1970 года — в Железнодорожненском сельсовете. По данным переписи 1989 года в селе проживало 260 человек. С 12 февраля 1991 года село в восстановленной Крымской АССР, 26 февраля 1992 года переименованной в Автономную Республику Крым. С 21 марта 2014 года в составе Крыма аннексировано Россией.

## Современное состояние
В Белокаменном 5 улиц, площадь, занимаемая селом, по данным сельсовета, на 2009 год, составляла 91 гектар при 107 дворах.

## Транспорт
Белокаменное связано автобусным сообщением с Симферополем и Бахчисараем.